# Liste deutscher Adelsgeschlechter/T
| Name                                          | Zeitraum                        | Anmerkungen | Wappen                                |
| --------------------------------------------- | ------------------------------- | --- | ------------------------------------- |
| Taaffe                                        | ?                               | erblicher britischer Adelstitel in der Peerage of Ireland; seit 1919 durch die britische Krone ausgesetzt; 6. Viscount Taaffe durch die Habsburger in den erblichen Grafenstand erhoben |                                       |
| Tabouillot / Tabouillot genannt von Scheibler | ?                               | ursprünglich französisches Adelsgeschlecht, das auch in Deutschland ansässig wurde |                                       |
| Taczanowski                                   | 1437                            | Großpolnische Adelsfamilie; 1854 preußischer Grafenstand |                                       |
| Talheim                                       | 12.–17. Jahrhundert             | Familie des niederen Adels im württembergischen Talheim |                                       |
| Tangel                                        | 961 bis ?                       | erloschenes uradliges, altritterliches, thüringisches Geschlecht |                                       |
| Tann(er)                                      | 10. bis 14. Jh.                 | salzburgisches Adelsgeschlecht |                                       |
| von der Tann                                  | seit 1116                       | fränkisches Uradelsgeschlecht; 1704 Reichsfreiherrenstand |                                       |
| Tannberger                                    | seit 1111                       | Ministerialengeschlecht der Bischöfe von Passau; 1572 Freiherrenstand |                                       |
| Tannenberg                                    | 1685–1846                       | erloschenes Tiroler Briefadelsgeschlecht; 1737 Reichsgrafenstand |                                       |
| Tannroda                                      | 1190–1433                       | Thüringer Adelsgeschlecht |                                       |
| Tänzl von Tratzberg                           | 1470–1935                       | erloschenes Tiroler Adelsgeschlecht |                                       |
| Tarnau und Kuehschmaltz                       | bis 1708                        | erloschenes schlesisches Uradelsgeschlecht | wzentriert                            |
| Tastungen                                     | 1279–1751                       | erloschenes Eichsfelder und Thüringer Adelsgeschlecht; 1697 Freiherrenstand |                                       |
| Tattenbach                                    | seit 1376                       | niederbayerisches Uradelsgeschlecht; 1598 erbländisch-österreichischer Freiherrenstand; 1637 Reichsgrafenstand |                                       |
| Taubadel                                      | 1347–1871                       | erloschenes meißnisches Adelsgeschlecht |                                       |
| Taube                                         | seit 1373                       | ursprünglich deutsch-baltisches, später weit verbreitetes Adelsgeschlecht. Die Familie stammt ursprünglich aus Dänemark und teilte sich – später – in fünf Stammhäuser (Hallinap, Isenhof, Maidel, Oehrten und Seßwegen), die jeweils im 15. Jahrhundert beginnen, und deren Zusammenhang nicht nachweisbar ist. – Es gibt noch ein Briefadelsgeschlecht Taube aus Russland, das 1865 geadelt wurde.                     |                                       |
| Taubenheim                                    | seit 1186                       | Thüringer Adelsgeschlecht |                                       |
| Tauentzien                                    | seit 1575                       | pommersches Adelsgeschlecht, das zunächst Svichovsky oder von Schwichow hieß; 1792 preußischer Grafenstand; diese gräfliche Linie ist 1854 wieder erloschen. |                                       |
| Tauffkirchen                                  | seit 1241                       | bayerisches Adelsgeschlecht |                                       |
| Taufkircher                                   | 1310 bis 17. Jahrhundert        | Erloschenes bayerischen Adelsgeschlecht |                                       |
| Tavel                                         | ?                               | ursprünglich aus Vevey stammendes Schweizer Adelsgeschlecht |                                       |
| Taxis-Bordogna-Valnigra                       | seit 1335                       | Stadtadel von Bergamo |                                       |
| Techwitz                                      | 1163 bis 18. Jahrhundert        | erloschenes thüringisches Geschlecht |                                       |
| Teck                                          | 1187–1439                       | Seitenlinie der Zähringer |                                       |
| Tecklenburg                                   | 12./13. Jahrhundert             | westfälisches Grafengeschlecht |                                       |
| Tecklenburg-Schwerin                          | 1356–1580                       | altes mecklenburgisches Grafenhaus; Linie der Grafen von Schwerin |                                       |
| Tegerfelden                                   | 12./13. Jahrhundert             | erloschenes freiherrliches und ritterliches Adelsgeschlecht des Aargaus |                                       |
| Tegernau                                      | 1228–1729                       | erloschenes, schwäbisches Adelsgeschlecht in Diensten der Habsburger und der Markgrafen von Hachberg-Sausenberg |                                       |
| Tempelhoff                                    | seit 1784                       | preußisches Adelsgeschlecht |                                       |
| Temritz                                       | bis Anfang 18. Jh.              | Lausitzer Adelsgeschlecht |                                       |
| Tengen                                        | ?                               | schwäbisches Grafengeschlecht |                                       |
| Tengling                                      | ?                               | hochmittelalterliches, oberbayerisches Grafengeschlecht | –                                     |
| Terlago                                       | seit 1124                       | altes, ursprünglich aus Trient stammendes, später auch in Österreich heimisches Adelsgeschlecht; 1432 Reichsadelsstand; 1636 Reichsgrafenstand (1778 Bestätigung) |                                       |
| Tessen                                        | 1383–1608                       | pommersches Adelsgeschlecht |                                       |
| Tettau                                        | seit 1237                       | sächsischer Uradel; 1865 preußische Genehmigung zur Fortführung des Freiherrentitels |                                       |
| Tettenborn                                    | seit 1237                       | thüringischer Uradel |                                       |
| Tetzel von Kirchensittenbach                  | 1326–1736                       | Nürnberger Patrizier- und Adelsgeschlecht |                                       |
| Teubern                                       | ab 1734                         | sächsisches Briefadelsgeschlecht; 1734 Adelsstand; 1806 Freiherrenstand |                                       |
| Teuchern                                      | 1079 bis 16. Jahrhundert        | Erloschenes, edelfreies altadliges, sächsisch-osterländisches, später wettinisches Ministerialen-Geschlecht |                                       |
| Teufel                                        | bis 1690                        | uradeliges, österreichisches Adelsgeschlecht; 1566 Freiherrenstand |                                       |
| Teufen                                        | 1140 bis Anfang 14. Jahrhundert | erloschenes Adelsgeschlecht im heutigen Bezirk Bülach (Kanton Zürich) |                                       |
| Teuffel von Birkensee                         | seit 1250                       | ursprünglich aus Nürnberg stammendes, bayerisches und badisches Adelsgeschlecht |                                       |
| Teuffenbach                                   | ?                               | niederösterreichischer landständischer Adel bzw. asteiermärkischer Uradel aus gleichnamigen Stammhaus bei Nieder-Wölz |                                       |
| Thadden                                       | seit 1334                       | Pomoranisches (ostpommersches) Uradelsgeschlecht im Deutschordensgebiet der ehemaligen Herzöge von Pommern-Danzig. Zwei Stämme mit unterschiedlichen Wappen: Nesnachow und Polzow-Rybienke. – Ferner ein Briefadelsgeschlecht (Thadden 1797) mit dem Wappen des Stamms Nesnachow. | Stamm NesnachowStamm Polchow-Rybienke |
| Thalhammer von Thalegg                        | 1594–1706                       | erloschenes Tiroler Adelsgeschlecht; 1702 erbländisch-österreichischer Freiherrenstand |                                       |
| Thann                                         | ab 1087                         | fränkisches Adels- und Bürgergeschlecht mit Stammsitz in Thann, einem Ortsteil des Marktes Bechhofen in Mittelfranken |                                       |
| Thannhausen                                   | seit 1145                       | schwäbischer Uradel; Immatrikuliert im Königreich Württemberg bei der Freiherrenklasse |                                       |
| Thanrädl                                      | ?                               | altes salzburgisches Adelsgeschlecht, das im 16. Jahrhundert in den Freiherrnstand erhoben wurde |                                       |
| Theler                                        | seit 1093                       | altes Freiberger Patrizier- bzw. Adelsgeschlecht, das unter anderem in der Mark Meißen, in der Lausitz und in Böhmen Besitzungen hatte |                                       |
| Thermann                                      | seit 1790                       | sächsisches und preußisches Adelsgeschlecht |                                       |
| Therwil                                       | seit ca. 13. Jahrhundert        | Schweizer Uradel |                                       |
| Thielau                                       | seit 1602                       | aus Schlesien stammendes Adelsgeschlecht |                                       |
| Thielisch                                     | ?                               | Breslauer Briefadelsgeschlecht |                                       |
| Thienen-Adlerflycht                           | seit (872) 1314                 | holsteinisches Uradelsgeschlecht (von Thienen); 1840 dänischer Freiherrenstand als Thienen-Adlerflycht |                                       |
| Thierstein                                    | 1082–1517                       | Mittelalterliches Hochadelsgeschlecht in der Nordwestschweiz |                                       |
| Thiesel von Daltitz                           | bis 1822                        | erloschenes ursprünglich vogtländisches, später preußisches Adelsgeschlecht |                                       |
| Thomstorff                                    | seit 1304                       | Brandenburgisch-Mecklenburgisches Geschlecht, späterhin auch in Holstein und Dänemark, sowie in preußischen Militärdiensten |                                       |
| Thüle                                         | seit 1283                       | westfälisches Ritteradelsgeschlecht | –                                     |
| Thulemeyer                                    | seit 1698                       | preußisches Adelsgeschlecht |                                       |
| Thülen                                        | 1224                            | westfälisches und baltisches Ritteradelsgeschlecht |                                       |
| Thumb von Neuburg                             | 1188                            | schwäbischer Uradel; immatrikuliert im Königreich Württemberg bei der Freiherrenklasse des ritterschaftlichen Adels |                                       |
| Thumbshirn                                    | bis 1. Hälfte 18. Jh.           | Thüringer Adelsgeschlecht |                                       |
| Thümen                                        | seit 1281                       | märkischer Uradel |                                       |
| Thun (Pommern)                                | seit 1238                       | Lüneburgisches Geschlecht, Ausbreitung nach Mecklenburg, Pommern, Schlesien und Dänemark |                                       |
| Thun (Schweiz)                                | ?                               | schweizerische Adelsgeschlechter | –                                     |
| Thun und Hohenstein                           | seit 1145                       | Tiroler Uradel;1495 Freiherrnstand; 1629 Reichsgrafenstand; 1911 Fürstenstand |                                       |
| Thüna                                         | 1380                            | thüringischer Uradel; 1907 großherzoglich sächsische Anerkennung der Führung des Freiherrentitels. |                                       |
| Thünefeld                                     | seit 2. Hälfte 10. Jh.          | altes, stifts- und ritterbürtiges Geschlecht, ursprünglich aus Franken kommend, das unter anderem in Schmiechen ansässig war |                                       |
| Thüngen                                       | seit (788) 1100                 | fränkisches Uradelsgeschlecht; 1700 Reichsfreiherrenstand; 1708 Reichsgrafenstand |                                       |
| Thüngfeld                                     | 1165 bis nach 1521              | erloschenes fränkisches Adelsgeschlecht |                                       |
| Thürheim                                      | 883–1961                        | erloschenes, ursprünglich schwäbisches Adelsgeschlecht; Freiherren, 1666 Reichsgrafen |                                       |
| Thurn (St. Gallen)                            | 17. und 18. Jh.                 | Adelsgeschlecht im Dienst der Fürstabtei St. Gallen in der heutigen Ostschweiz |                                       |
| Im Thurn                                      | seit 1106                       | schweizerisches Adels- und Patriziergeschlecht der Stadt Schaffhausen im gleichnamigen Kanton |                                       |
| Thurn und Taxis                               | seit 1251                       | Lombardische Adelsfamilie; 1512 Reichsadelsstand; 1608 Reichsfreiherrenstand; 1624 Reichsgrafenstand; 1695 Reichsfürstenstand |                                       |
| Thurn und Valsassina                          | seit 1200                       | friaulisch-görzischer Uradel und ein österreichisches Hochadelsgeschlecht |                                       |
| Tiedemann                                     | seit 1522                       | westpreußisches Adelsgeschlecht |                                       |
| Tiele-Winckler                                | ?                               | ursprünglich mecklenburgisches, später auch oberschlesisches Adelsgeschlecht, das im Mannesstamm auf die Familie von Tiele zurückgeht |                                       |
| Tierberg                                      | ?                               | erloschenes adliges Geschlecht auf der Schwäbischen Alb |                                       |
| Tierna                                        | seit 1326                       | niederösterreichischer ritterlicher Uradel |                                       |
| Tieschowitz von Tieschowa                     | seit 1542                       | 1605 Böhmischer Adelsstand |                                       |
| Tiesenhausen                                  | seit 1215                       | Uradel von der Unterweser, später im Baltikum; 1759 Reichsgrafenstand für Haus Waldau. |                                       |
| Tillier                                       | seit 1215                       | Berner Patrizierfamilie; 16. Jh. erblicher Adelsstand; 1715 Reichsritterstand; 18. Jh. österreichischer Freiherrenstand |                                       |
| Tippelskirch                                  | seit 1070                       | Oberbayerischer Uradel |                                       |
| Tirol                                         | 11. Jh. bis 1253                | erloschenes Tiroler Adelsgeschlecht |                                       |
| Tittfer                                       | 1368 bis Anfang 17. Jahrhundert | deutsch-baltischer Uradel im Bistum Oesel |                                       |
| Tobiesen                                      | ab 1839                         | deutschstämmiges baltisches Adelsgeschlecht; 1839 erblicher russischer Dienstadel |                                       |
| Tochtermann von Treumuth                      | ab 1748                         | deutschböhmisches Briefadelsgeschlecht; 1748 österreichisch-erbländischer Adelsstand |                                       |
| Tödwen                                        | 1340–1755                       | deutsch-baltischer Uradel, Vasallen des Deutschen Ordens, Dänemarks, zuletzt Schwedens, begütert in Estland und Livland (Estnischer Distrikt) |                                       |
| Toerring                                      | seit 1135                       | oberbayerisches Uradelsgeschlecht; 1566 Reichsfreiherrenstand; 1630 Reichsgrafenstand |                                       |
| Toggenburger                                  | 1044                            | Ostschweizer Adelsgeschlecht; seit 1209 Grafen; eine Verwandtschaft mit dem aus Graubünden stammenden Adelsgeschlecht „von Toggenburg“ (seit 1588) ist nicht nachgewiesen. |                                       |
| Toll                                          | seit 1544                       | baltisches Geschlecht, 1723 die schwedische Adelsnaturalisation; 1741 öselsches, 1746 estländisches und 1747 livländisches Indigenat; 1799 und 1813 schwedischer Freiherrnstand; 1814 schwedischer Grafenstand; 1814 österreichischer Freiherrnstand; 1818 finnische Adelsnaturalisation; 1829 russischer Grafenstand; 1855 russischer Freiherrnstand, 1873 preußische und oldenburgische Anerkennung des Freiherrnstand |                                       |
| Tommendorf                                    | bis 18. Jh.                     | schlesisches Adelsgeschlecht |                                       |
| Toperczer                                     | seit Ende des 17. Jh.           | ungarisch-österreichisches Adelsgeschlecht |                                       |
| Torck                                         | seit 1204                       | westfälisches später niederländisches Uradelsgeschlecht |                                       |
| Torgau                                        | seit ca. 1204                   | brandenburger Ministerialengeschlecht |                                       |
| Tornow                                        | seit 1217                       | neumärkisches und mecklenburgisches, später baltisches Adelsgeschlecht; Zweige der baltischen Linie bestehen bis in die Gegenwart fort |                                       |
| Tosse                                         | seit 14. Jh.                    | vogtländisches Adelsgeschlecht |                                       |
| Totleben                                      | seit 1879                       | gräfliches, deutsch-baltisches Adelsgeschlecht |                                       |
| La Tour du Pin                                | seit 1003                       | altes französisches Geschlecht auch in Deutschland vertreten |                                       |
| Trach                                         | seit 1253                       | schlesischer Uradel; 1699 Freiherrenstand |                                       |
| Traitteur                                     | ?                               | ursprünglich niederländisches, später lothringisches und pfälzisches Adelsgeschlecht; 1790 erblicher Ritterstand, 1824 Grafenstand |                                       |
| Transehe-Roseneck                             | seit 1670                       | deutsch-baltisches Adelsgeschlecht |                                       |
| Trapp                                         | seit 1250                       | steirischer Uradel; 1605 Reichsfreiherrenstand; 1655 Tiroler Grafenstand |                                       |
| Trauner                                       | seit 12. Jh.                    | bayerisch-salzburgisches Adelsgeschlecht |                                       |
| Traungauer                                    | 923 (?) bis 1192                | mittelalterliches Geschlecht aus dem Chiemgau, von 1055 an Sitz in Steyr im Traungau |                                       |
| Trausnitz                                     | seit 1333                       | bayerisches Adelsgeschlecht |                                       |
| Trautenberg                                   | seit 1244                       | oberpfälzisches bzw. fränkisches Adelsgeschlecht; 1793 böhmischer Freiherrenstand; 1790 Reichsgrafenstand für andere Linie |                                       |
| Trautson                                      | seit 1192                       | österreichisches Adelsgeschlecht |                                       |
| Trauttmansdorff                               | seit 1308                       | steiermärkischer Uradel; 1598 innerösterreichischer Freiherrenstand; 1623 Reichsgrafenstand; 1805 böhmischer Fürstenstand |                                       |
| Travers                                       | seit 1431                       | Bündner Adelsfamilie Travers aus Zuoz, Kanton Graubünden |                                       |
| Trebis                                        | 1161 bis um 1650                | erloschenes sächsisch-meißnisches, nur wenig verbreitetes Ministerialengeschlecht. |                                       |
| Trebra                                        | seit 1207                       | thüringisch-sächsisches Uradelsgeschlecht |                                       |
| Treffurt                                      | ab 1104                         | Thüringer Adelsgeschlecht |                                       |
| Trenck genannt Stier                          | seit 1315                       | preußisches Uradelsgeschlecht |                                       |
| Tresckow                                      | seit 1336                       | märkisches Uradelsgeschlecht |                                       |
| Treskow                                       | seit 1797                       | im 18. Jahrhundert begründete Linie des Uradelsgeschlechts von Tresckow |                                       |
| Treuberg                                      | ab 18. Jh.                      | morganatische Familie; zum Teil 1824 erblicher bayerischer Freiherrenstand |                                       |
| Treuenfels                                    | seit 1689                       | mecklenburgisch-preußisches Adelsgeschlecht |                                       |
| Treyden                                       | 1257 bis um 1760                | erloschenes deutsch-baltisches Uradelsgeschlecht |                                       |
| Triberg                                       | 1239–1325                       | Seitenlinie der Freiherren von Hornberg |                                       |
| Trimberg                                      | seit 1136                       | fränkisches Adelsgeschlecht |                                       |
| Trippenbach                                   | ab 1699                         | böhmisch-mecklenburgisch-preußisches Briefadelsgeschlecht; 1699 Reichsritterstand |                                       |
| Trixen                                        | 12. bis 14. Jh.                 | adeliges Kärntner Ministerialengeschlecht, das sich nach Burgen und Herrschaft Trixen benannte |                                       |
| Trohe                                         | 1210–1641                       | erloschenes Adelsgeschlecht aus dem hessischen Raum |                                       |
| Troilo                                        | ?                               | ursprünglich aus Tirol stammendes, später in Schlesien ansässiges Adelsgeschlecht |                                       |
| Troje, Troye von der Woldenburg (Woldenberg)  | seit dem 10. Jahrhundert        | altes pommersches Adelsgeschlecht, das auch in Brandenburg und Ostpreußen begütert gewesen war |                                       |
| Troschke                                      | seit 1311                       | altes preußisches Adelsgeschlecht, Freiherren seit 1716 |                                       |
| Trostberg                                     | bis 1427                        | erloschenes Schweizer Adelsgeschlecht |                                       |
| Trotha                                        | seit 1291                       | Adelsgeschlecht aus dem Saalkreis |                                       |
| Trott zu Solz                                 | seit 1253                       | hessischer Uradel; 1778 Reichsfreiherrenstand |                                       |
| Trotta genannt Treyden                        | 15.–20. Jahrhundert             | kurländisches erloschenes Adelsgeschlecht |                                       |
| Troyer                                        | seit Ende 13. Jh.               | Tiroler Adelsgeschlecht; 1546 Erhebung in den Adelsstand; 1671 Freiherrenstand; 1697 Grafenstand |                                       |
| Troyff                                        | seit 1176                       | ursprünglich jülisches, später sächsisches und württembergisches, freiherrliches Adelsgeschlecht |                                       |
| Trozza                                        | ?                               | erloschenes bayerisches Adelsgeschlecht | –                                     |
| Truchseß                                      | --                              | Name zahlreicher verschiedener Adelsgeschlechter | Liste von Truchseß-Wappen             |
| Truchseß von Alzey                            | 1173 bis vor 1360               | erloschene Truchsessenfamilie | –                                     |
| Truchseß von Baldersheim                      | 1284–1602                       | erloschenes fränkisches Adelsgeschlecht im Ritterkanton Odenwald |                                       |
| Truchsess von Diessenhofen                    | 13. bis 15. Jh.                 | Rittergeschlecht von Diessenhofen im Thurgau in der heutigen Schweiz; Zweig der Herren von Hettlingen |                                       |
| Truchseß von Henneberg                        | ?                               | altes thüringisch-fränkisches Adelsgeschlecht |                                       |
| Truchseß von Höfingen                         | ? bis 1711                      | Truchsesse im Dienst der Grafen und Herzöge von Württemberg, später auch der Markgrafen von Baden |                                       |
| Truchseß von Pommersfelden                    | 1200–1710                       | erloschenes fränkisches Adelsgeschlecht |                                       |
| Truchseß von Rheinfelden                      | 13. Jh.                         | schweizerisches Adelsgeschlecht |                                       |
| Truchseß von Stetten                          | ab 1241                         | erloschenes schwäbisches Adelsgeschlecht |                                       |
| Truchseß von Wetzhausen                       | seit 1217                       | Fränkischer Uradel; 1676 Reichsfreiherrenstand (Haus Sternberg); 1816 Immatrikulation bei der Freiherrenklasse (Häuser Bunsdorf und Wetzhausen); 1636 Reichsgrafenstand (Haus Glaubitten) |                                       |
| Trugelnrode                                   | 1262–1459                       | erloschenes hessisches Adelsgeschlecht |                                       |
| Trugenhofen                                   | ?                               | bayerisches Adelsgeschlecht |                                       |
| Truhendingen                                  | 1264 bis Ende 15. Jahrhundert   | mittelalterliches schwäbisch-fränkisches Grafengeschlecht |                                       |
| Truppach                                      | 1059–1550                       | erloschenes fränkisches Adelsgeschlecht |                                       |
| Trützschler                                   | seit 1284                       | vogtländisches und meißnisches Adelsgeschlecht |                                       |
| Tryller, Triller                              | seit Mitte 15. Jahrhundert      | 1592 Reichsadelsstand, Adelsgeschlecht aus Sangerhausen, Sachsen-Anhalt |                                       |
| Tschammer                                     | seit 1248                       | schlesisches Uradelsgeschlecht |                                       |
| Tschernembl                                   | seit 14. Jh.                    | Adelsgeschlecht aus der windischen Mark; Ritter in der Krain; siedelten sie nach Oberösterreich über und wurden schließlich zu Freiherrn nobilitiert |                                       |
| Tschetschau-Mettich                           | bis 1886                        | erloschenes schlesisches Uradelsgeschlecht; 1605 Freiherrenstand; 1633 Grafenstand |                                       |
| Tschiderer von Gleifheim                      | seit 14. Jh.                    | Tiroler Adelsgeschlecht; 1369 französischer Adelsstand; 1636 österreichisches Ritterdiplom; 1737 Freiherrenstand |                                       |
| Tschirnhaus                                   | seit 1385                       | Oberlausitzisches Uradelsgeschlecht; Freiherrenstand 1606; Grafenstand 1721 |                                       |
| Tschirschky                                   | seit 1329                       | schlesisches Uradelsgeschlecht; 1877 preußischer Grafenstand für einen Familienzweig als Tschirschky-Renard |                                       |
| Tschirschnitz                                 | seit 1856                       | hannoversches Briefadelsgeschlecht |                                       |
| Tschudi                                       | ?                               | Schweizer Adelsgeschlecht |                                       |
| Tübingen                                      | 1146–1664                       | erloschenes schwäbisches Adelsgeschlecht, das von den Grafen von Nagold abstammte |                                       |
| Tucher von Simmelsdorf                        | seit 1309                       | Patrizierfamilie der Reichsstadt Nürnberg; 1815 bayerische Freiherrenstandsbestätigung |                                       |
| Tucholka                                      | seit 1343                       | Lehnsadel des Deutschen Ordens in Pommerellen |                                       |
| Tumminge von Domeneck                         | seit 1270                       | mittelalterliches Adelsgeschlecht mit Stammsitz auf Burg Domeneck bei Züttlingen |                                       |
| Tümpling                                      | seit 1337                       | thüringisches Uradelsgeschlecht |                                       |
| Tuningen                                      | 13. bis 14. Jh.                 | schwäbisches Adelsgeschlecht |                                       |
| Tunkl                                         | seit 1332                       | schlesisch-mährisches Adelsgeschlecht |                                       |
| Türckheim                                     | seit 1459                       | altes Patriziergeschlecht der Stadt Straßburg, das durch den Kauf von Rittergütern in die Reichsritterschaft aufgenommen und 1782 in den Reichsfreiherrenstand erhoben wurde |                                       |
| Turn                                          | 1170–1375                       | erloschenes Schweizer Adelsgeschlecht im Wallis | –                                     |
| Türriegel von Riegelstein                     | 1260–1619                       | erloschenes fränkisches Adelsgeschlecht |                                       |
| Tütchenrode                                   | 1251–1567                       | Thüringer Adelsgeschlecht |                                       |
| Tuschl                                        | 1259–1397                       | niederbayerisches Adelsgeschlecht |                                       |
| Twickel                                       | seit 1302                       | westfälisches Uradelsgeschlecht; 1708 Reichsfreiherrenstand |                                       |
| Twiste                                        | nach 1355 bis 1716              | landsässiges Adelsgeschlecht im heutigen Nordhessen |                                       |
| Tworkau                                       | 1288 bis nach 1781              | Zweig des alten böhmischen Adelsgeschlechtes Beneschau (z Benešova) |                                       |
| Tyle                                          | ab 1600                         | erloschenes Görlitzer Briefadelsgeschlecht |                                       |
| Tyszkiewicz                                   | seit 1437                       | polnisch-litauisches Hochadelsgeschlecht; 1569 polnischer Grafenstand |                                       |